# Кувада
Кува́да (от фр. couvade — «высиживание яиц») — обрядовая имитация родов мужем роженицы (мужчина симулирует родовые схватки, ложится в постель роженицы, принимает поздравления с благополучным для него исходом родов, нянчит ребёнка и тому подобное). Этот обычай является не изолированным явлением, прослеживающимся лишь у одного или нескольких племён и народов. Кувада была распространена во всех частях света и, видимо, отвечала некогда важным потребностям общества на определённом этапе его развития.

## Исторические сведения
Этот обычай был распространён у многих народов. Его описывали ещё древнегреческие историки: Диодор Сицилийский — на Корсике, Страбон — у кельтов и басков Испании. Именно мужчина принимал поздравления от соседей, лёжа в постели с младенцем, в то время как родившая жена выполняла домашнюю работу и лишь время от времени подходила покормить ребёнка. Такие же обычаи, указывал Страбон, существуют у фракийских и скифских племён. Аполлоний Родосский отмечал следующую традицию у тибаренов, живших на юго-восточном побережье Чёрного моря: «когда жёны рожают детей своим мужьям, те ложатся в постель, кричат и хватаются за голову, а женщины балуют их вкусными блюдами и потчуют кушаньями, положенными для рожениц».
Бретон (первый миссионер на Гваделупе в 1635—1656 годах) писал об индейцах Карибских островов: «У них существует довольно забавная церемония. После родов женщина тут же поднимается и принимается за работу. Муж тем временем располагается в гамаке, поглаживает живот и жалуется на сильную боль».
Обычай кувады ещё недавно существовал у индейцев Калифорнии и Южной Америки, в Южной Индии, на Никобарских островах, на Сулавеси, на Борнео, у айнов.
Во Франции, в Беарни, рядом с рожающей женщиной клали одежду мужа, чтобы ему передавалась вся боль при деторождении.
Подобные обычаи существовали и у белорусов, а также в Смоленской губернии ещё в XIX веке. Муж при родах жены надевал платье или юбку, повязывал голову платком и стонал. В середине XIX века подобные обычаи ещё имели место в Орловской и Костромской губерниях. В России к концу XIX века они сошли на нет, но их отголоски прослеживаются в фольклоре и в такой традиционной народной тряпичной кукле как кувадка. Такие обереги вывешивались над колыбелью младенца, защищая его от злых духов.

## В мифологии и литературе
Изображения божеств и мифологических существ, обладающих одновременно мужскими и женскими признаками, известны с глубокой древности. В ирландском фольклоре (уладский цикл) есть сюжет о том, как Маха, жена Крунху, проклинает всех мужчин Ульстера (Ольстера): «С этих пор позор, который вы навлекли на меня, постигнет каждого мужчину в Ульстере. В часы величайшей нужды вы будете слабы и беспомощны, как женщина при родах, и муки будут длиться пять дней и четыре ночи, и до девятого поколения проклятие это не оставит вас». Именно поэтому никто из уладов не мог участвовать в сражении во время «Похищения быка из Куальнге», кроме Кухулина, который был настолько молод, что не попадал под действие проклятия.
В средневековом французском рыцарском романе «Окассен и Николетта» присутствует указание на разыгрывание мужем роли беременной жены, где приводится описание королевства Торлор (Torelore), король которой лежит в родовых муках, а королева в это время ведёт войско в битву «печёными яблоками, яйцами и свежими сырами»:
Ложе пышное стоит,
И на нём король лежит.
Окассен замедлил шаг,
Стал пред ним и молвил так:
«Что ты здесь лежишь один?»
— «У меня родился сын
Когда время истечёт
И болезнь моя пройдёт,
Я отправлюсь в храм святой,
Как велит обычай мой;
Отстою обедню там,
А потом к своим войскам

Вернусь опять».

## Объяснения
Миссионер Жозеф Лафито, усматривал в куваде смутные воспоминания о первородном грехе, сохранившиеся у отдельных народов. По одной из версий, которая была выдвинута в 1861 году И. Бахофеном, кувада зарождается во время перехода от матриархата к патриархату с целью утверждения отцом своих прав на ребёнка. Так как старая традиция была очень живучей, для того чтобы её преодолеть, отцам пришлось совершать обряды, делающие их как бы второй матерью по отношению к ребёнку. Э. Тэйлор дополнил объяснение Бахофена статистическими подсчётами, по которым выходило, что кувада встречается лишь у народов, уже перешедших к отцовскому роду. Тем самым оно получало дальнейшее подкрепление..
Д. Фрэзер отрицал всякую связь между кувадой и переходом от матриархата к патриархату и выводил её проявления из родовспомогательной магии, так, по его мнению: «предполагаемые претензии на деторождение со стороны отца выглядят как ошибка наблюдателей». Полагают, что обычаи такого рода связан со стремлением защитить роженицу и новорождённого от злых духов, обмануть их. Отец, в отличие от роженицы, чистый в ритуальном смысле и более сильный, как бы занимал её место и охранял ребёнка и дом от нашествия злых сил. Также возможно, что отец таким образом как бы подтверждал права на ребёнка. Ко времени перехода от группового брака к парному относил куваду советский этнограф В. К. Никольский, который рассматривал данный обычай как «последствие укрепления единобрачия».